# 伊勢自動車道
伊勢自動車道（いせじどうしゃどう、英語: ISE EXPWY）は、三重県津市の伊勢関インターチェンジ (IC)/関ジャンクション (JCT) から、松阪市などを経由し、同県伊勢市の伊勢ICへ至る高速道路（高速自動車国道）である。略称は伊勢道（いせどう）。法令上の正式な路線名は近畿自動車道伊勢線（名古屋市 - 伊勢市）であり、伊勢自動車道はその一部である。
高速道路ナンバリングによる路線番号は、東名阪自動車道とともに「E23」が割り振られている。

## 概要
三重県中部と伊勢志摩間の亀山、津、松阪、伊勢の各主要都市を結ぶ三重の大動脈で、勢和多気JCTで紀勢自動車道に、伊勢ICで伊勢二見鳥羽ラインにそれぞれ接続する。1975年（昭和50年）10月22日に最初の供用を開始し、1993年（平成5年）3月29日に全線開通した。
2010年（平成22年）6月28日から2011年（平成23年）6月19日までの間、津IC以南の区間において高速道路無料化社会実験を行っていた。
全線を通じて勾配が小さくカーブが少ない線形となっており、伊勢平野の部分を通行する伊勢関IC（関JCT） - 松阪IC間、勢和多気IC - 伊勢西IC間の両区間は、ほぼ平坦な区間が続いている。ただし、山間部を通る松阪IC - 勢和多気IC間のみ、勾配・カーブともにややきつくなっており、全3箇所（5本）あるトンネルのうち2箇所（4本）はこの区間にある。また、伊勢西IC - 伊勢IC間は完成2車線（片側1車線）で、最高速度は60 km/hに規制されている。
通常時は事故等がなければ渋滞が発生することは稀であるが、正月などの観光シーズンには伊勢神宮への参拝客などにより渋滞が発生するため、伊勢地域観光交通対策協議会を設けて「パーク&バスライド」を実施し、渋滞の緩和を図っている。他の区間では東名阪自動車道上り線の渋滞末尾が津IC付近まで達することがある。
1975年（昭和50年）10月の開通当初から約30年間は、東名阪道と伊勢道は直結しておらず、東名阪道の亀山ICを通行後は無料の名阪国道（国道25号）を経由して、伊勢道の関JCTから入るようになっていた。また、この当時は東名阪道には鈴鹿本線料金所、伊勢道には関本線料金所の計2箇所の本線料金所が設けられていたが、この両料金所通過を原因とする渋滞が多く発生していた。この渋滞を解消すると同時に、東名阪道と伊勢道とを通し料金で通行出来るようにするため、東名阪道・伊勢道を直結する「亀山直結線」が計画され、2005年（平成17年）3月13日に開通した。亀山直結線の開通と同時に鈴鹿本線料金所は廃止となり、亀山ICには新たな料金所が設置された。また、東名阪道との接続部に伊勢関ICが増設され、旧・関本線料金所は一部が伊勢関ICの料金所へと転用された。

### パーク&バスライド
正月やゴールデンウィークにおいて、伊勢神宮に向かう参拝客による伊勢自動車道本線や、伊勢神宮周辺道路での渋滞対策のため、伊勢地域観光交通対策協議会を中心に伊勢市・三重県警・NEXCO中日本等の協力のもとに、パーク&バスライドを実施している。これは、県営サンアリーナに臨時駐車場（駐車料金1,000円）を設け、無料シャトルバスで伊勢神宮内宮もしくは外宮へ送迎するものである。伊勢自動車道においては、伊勢西IC・伊勢ICの出口規制が行われ、参拝客は伊勢ICから接続する伊勢二見鳥羽ラインの朝熊東IC(旧称サンアリーナIC)まで走行し、そこでバスに乗り換えるよう誘導している。

### 路線名
伊勢自動車道に含まれる現在の路線名・道路名は、下記のようになる。
| 路線名 | 路線名 | 道路名                                               | 区間                       | 備考         |
| ------ | ------ | ---------------------------------------------------- | -------------------------- | ------------ |
| 伊勢線 | 伊勢線 | 国道302号（名古屋環状2号線、名古屋第二環状自動車道） | 名古屋西JCT - 飛島IC・JCT  | 整備計画区間 |
| 伊勢線 | 伊勢線 | 伊勢自動車道                                         | 伊勢関IC（関JCT） - 伊勢IC |              |

## インターチェンジなど
- 全区間三重県内に所在。
- IC番号欄の背景色が■である部分については道路が供用済みの区間を示している。
- スマートインターチェンジ (SIC) は背景色■で示す。
- カッコ内の数字は他路線の番号。IC番号は名古屋第二環状自動車道・東名阪自動車道から連続したものとなっている。
- 伊勢関ICでの起点の距離はICと本線の合流地点から（まで）の距離となる。
  - 名阪国道（国道25号）から本線までは1.1 kmの距離がある。
- 英略字は以下の項目を示す。
IC：インターチェンジ、SIC：スマートインターチェンジ、JCT：ジャンクション、SA：サービスエリア、PA：パーキングエリア、TB：本線料金所

| IC 番号            | 施設名          | 接続路線名                               | 伊勢関 から (km) | 備考                                        | 所在地        |
| ------------------ | --------------- | ---------------------------------------- | ---------------- | ------------------------------------------- | ------------- |
| E23 東名阪自動車道 |                 |                                          |                  |                                             |               |
| 34                 | 伊勢関IC/関JCT  | 国道25号（E25 名阪国道）                 | 0.0              | 伊勢方面出入口 国道25号（名阪国道）のみ接続 | 津市          |
| 35                 | 芸濃IC          | 県道10号津関線                           | 5.2              |                                             | 津市          |
| -                  | 安濃SA          |                                          | 8.7              |                                             | 津市          |
| 36                 | 津IC            | 県道42号津芸濃大山田線                   | 13.7             |                                             | 津市          |
| 37                 | 久居IC          | 国道165号                                | 20.0             |                                             | 津市          |
| 37-1               | 一志嬉野IC      | 県道67号一志嬉野線                       | 25.8             |                                             | 松阪市        |
| -                  | 嬉野PA          |                                          | 28.3             |                                             | 松阪市        |
| 38                 | 松阪IC          | 県道58号松阪一志線 県道59号松阪第2環状線 | 32.2             |                                             | 松阪市        |
| 39-1               | 勢和多気JCT     | E42 紀勢自動車道                         | 46.1             |                                             | 多気郡 多気町 |
| 39                 | 勢和多気IC      | 国道42号                                 | 46.1             |                                             | 多気郡 多気町 |
| 39-2               | 多気ヴィソンSIC |                                          | 47.4             | 伊勢方面出口のみ                            | 多気郡 多気町 |
| -                  | 多気PA          |                                          | 52.0 52.3        | 下り線 上り線                               | 多気郡 多気町 |
| 40                 | 玉城IC          | 県道65号度会玉城線                       | 56.4             |                                             | 度会郡 玉城町 |
| -                  | 伊勢TB          | -                                        | 65.4             | 本線料金所                                  | 伊勢市        |
| 41                 | 伊勢西IC        | 県道32号伊勢磯部線                       | 65.8             | 伊勢関方面出入口                            | 伊勢市        |
| 42                 | 伊勢IC          | 国道23号                                 | 67.8             |                                             | 伊勢市        |
| 伊勢二見鳥羽ライン |                 |                                          |                  |                                             |               |

- 勢和多気ICは2005年（平成17年）12月14日にICの移設が行われ、旧ICは勢和多気JCTになり、接続する紀勢自動車道側に新ICが追加された。

## 歴史
- 1975年（昭和50年）10月22日 : 関JCT - 久居IC間開通（距離21.1 km、全線4車線）[10]。
- 1981年（昭和56年）9月17日 : 芸濃IC開通。
- 1990年（平成2年）12月6日 : 久居IC - 勢和多気IC間開通（距離26.1 km、当時暫定2車線）[10]。
- 1993年（平成5年）3月29日 : 勢和多気IC - 伊勢IC間開通により全線開通（距離21.6 km、当時暫定2車線）[10]。
- 1996年（平成8年）
  - 3月8日 : 久居IC - 松阪IC間4車線化。
  - 3月28日 : 一志嬉野IC開通。
- 1998年（平成10年）12月11日 : 松阪IC - 勢和多気IC間4車線化。
- 2002年（平成14年）
  - 7月29日 : 勢和多気IC - 玉城IC間4車線化。
  - 12月14日 : 玉城IC - 伊勢西IC間4車線化（伊勢西IC - 伊勢IC間1.8 kmは、完成2車線の為に拡幅せず）。
- 2005年（平成17年）
  - 3月13日 : 亀山直結線開通により、東名阪自動車道と直結。同時に関本線料金所を廃止、伊勢関ICとなる（なお関JCTは名阪国道との接続・分岐部として現存）。
  - 12月14日 : 勢和多気IC移設。
- 2006年（平成18年）3月11日 : 勢和多気JCT開通により、紀勢自動車道と接続[5]。
- 2010年（平成22年）6月28日 : 津IC - 伊勢IC間で無料化社会実験開始[11]。
- 2011年（平成23年）6月19日 : 無料化社会実験終了。
- 2021年（令和3年）4月29日 : 多気ヴィソンスマートIC供用開始[12]。

## 路線状況

### 車線・最高速度
| 区間              | 車線   | 車線   | 車線   | 最高速度 | 備考 |
| 区間              | 上下線 | 上り線 | 下り線 | 最高速度 | 備考 |
| ----------------- | ------ | ------ | ------ | -------- | ---- |
| 伊勢関IC - 松阪IC | 4      | 2      | 2      | 100 km/h |      |
| 松阪IC - 伊勢西IC | 4      | 2      | 2      | 80 km/h  |      |
| 伊勢西IC - 伊勢IC | 2      | 1      | 1      | 60 km/h  | ※    |

- ※ : 完成2車線

上記のとおり、ほとんどが4車線で整備されていて、伊勢関IC - 松阪ICは最高速度が100 km/hのところがある一方、伊勢西ICから伊勢ICは2車線で最高速度が60 km/hである。また、伊勢西IC - 伊勢IC間は完成2車線のため拡幅も行われない。

### サービスエリア・パーキングエリア
売店は安濃サービスエリア (SA) と嬉野パーキングエリア (PA) に設置されている。ガソリンスタンド・レストランは安濃SAにのみ設置されており、同SAは伊勢・尾鷲方面への最終給油所でもある。安濃SA上り線のガソリンスタンド以外は、24時間営業を行っていない。
また、NEXCO中日本と伊勢道沿線の企業であるおやつカンパニーとが協力して商品化した「イセエビ味のベビースターラーメン」が、伊勢自動車道限定として安濃SA・嬉野PAで販売されている。「伊勢自動車道限定」と商品に記載があるが、接続する紀勢自動車道の奥伊勢PAでも販売されている。

### 主なトンネルと橋
| 松阪トンネル下り線入口 |  | 多気トンネル下り線入口 |
| 松阪トンネル下り線入口 |  | 多気トンネル下り線入口 |

表中、橋梁の長さが空欄であるのは不明を示す。
| 区間                 | 構造物名     | 長さ                     | 備考 |
| 津IC - 久居IC        | 安濃川橋     |                          |      |
| 津IC - 久居IC        | 岩田川橋     |                          |      |
| 久居IC - 一志嬉野IC  | 雲出川橋     | 400 m                    |      |
| 松阪IC - 勢和多気JCT | 松阪トンネル | 下り線919 m・上り線872 m | ※1   |
| 松阪IC - 勢和多気JCT | 櫛田川橋     | 200 m                    |      |
| 松阪IC - 勢和多気JCT | 多気トンネル | 下り線701 m・上り線728 m | ※2   |
| 玉城IC - 伊勢西IC    | 宮川橋       | 580 m                    |      |
| 伊勢西IC - 伊勢IC    | 伊勢トンネル | 70 m                     |      |

- ※1 : 伊勢自動車道最長のトンネル。上り線が一期線（1990年12月6日開通）、下り線が二期線（1998年12月11日開通）。
- ※2 : 上り線が二期線、下り線が一期線。

#### トンネルの数
| 区間                   | 上り線 | 下り線 |
| ---------------------- | ------ | ------ |
| 伊勢関IC - 松阪IC      | 0      | 0      |
| 松阪IC - 勢和多気JCT   | 2      | 2      |
| 勢和多気JCT - 伊勢西IC | 0      | 0      |
| 伊勢西IC - 伊勢IC      | 1      | 1      |
| 合計                   | 3      | 3      |

### 道路管理者
- 中日本高速道路 名古屋支社
  - 津保全・サービスセンター : 全線

#### ハイウェイラジオ
- 津（伊勢関IC - 芸濃IC）
- 一志嬉野（一志嬉野IC - 松阪IC）
- 勢和多気（勢和多気JCT - 玉城IC）

一志嬉野局と勢和多気局は2013年（平成25年）に新設

### 交通量
24時間交通量（台） 道路交通センサス
| 区間                             | 平成17（2005）年度 | 平成22（2010）年度 | 平成27（2015）年度 | 令和3（2021）年度 |
| -------------------------------- | ------------------ | ------------------ | ------------------ | ----------------- |
| 伊勢関IC - 芸濃IC                | 30,774             | 36,614             | 35,242             | 28,811            |
| 芸濃IC - 津IC                    | 28,855             | 34,424             | 35,242             | 26,564            |
| 津IC - 久居IC                    | 28,108             | 47,156             | 29,865             | 23,667            |
| 久居IC - 一志嬉野IC              | 22,264             | 43,390             | 24,069             | 18,691            |
| 一志嬉野IC - 松阪IC              | 21,364             | 41,556             | 23,045             | 17,793            |
| 松阪IC - 勢和多気JCT/IC          | 14,142             | 29,790             | 17,172             | 13,082            |
| 勢和多気JCT/IC - 多気ヴィソンSIC | 09,743             | 22,617             | 11,811             | 08,568            |
| 多気ヴィソンSIC - 玉城IC         | 09,743             | 22,617             | 11,811             | 08,568            |
| 玉城IC - 伊勢西IC                | 07,169             | 17,789             | 08,862             | 06,439            |
| 伊勢西IC - 伊勢IC                | 03,984             | 09,001             | 04,202             | 03,661            |

（出典：「平成22年度道路交通センサス」・「平成27年度全国道路・街路交通情勢調査」・「令和3年度全国道路・街路交通情勢調査」（国土交通省ホームページ）より一部データを抜粋して作成）
- 平成22年度の調査期間中において津IC - 伊勢ICでは、高速道路無料化社会実験が行われていた。

- 令和2年度に実施予定だった交通量調査は、新型コロナウイルスの影響で延期された[13]。

2002年度 区間別平日平均交通量（台）
- 伊勢関IC - 伊勢TB（区間平均） : 19,235（前年度比97.9%）

### 周辺自治体の変化
松阪市では、伊勢自動車道の開通が工業の発展するきっかけとなり、松阪中核工業団地などに多くの工場が立地するようになった。

## 地理

### 通過する自治体
- 三重県
  - 津市 - 亀山市 - 津市 - 松阪市 - 多気郡多気町 - 度会郡玉城町 - 伊勢市

### 接続する高速道路
- E23 東名阪自動車道（伊勢関ICで直結）
- E25 名阪国道（国道25号）（関JCT/伊勢関IC・出入口で接続）
- E42 紀勢自動車道（勢和多気JCTで接続）